# Larentia inoperata
Larentia inoperata är en fjärilsart som beskrevs av Walker 1862. Larentia inoperata ingår i släktet Larentia och familjen mätare. Inga underarter finns listade i Catalogue of Life.